# 6914 Becquerel
För andra betydelser, se Becquerel (olika betydelser).
6914 Becquerel eller 1992 GZ är en asteroid i huvudbältet som upptäcktes den 3 april 1992 av de båda amerikanska astronomerna Carolyn S. Shoemaker och Henry E. Holt och den kanadensiske astronomen David H. Levy vid Palomar-observatoriet. Den är uppkallad efter den franske fysikern och nobelpristagaren Henri Becquerel.